# Luís Trigo Chao
Luís Trigo Chao (San Pantaleón de Cabanas, 24 de diciembre de 1889 - Lorenzana, 25 de junio de 1948) fue un político y guerrillero antifranquista español, conocido como El Chao y El Guardarrios.

## Biografía
Trigo Chao emigró muy joven a Cuba, donde trabajó en la hostelería y en una fábrica de muebles. Partió luego a Argentina, regresando a Mondoñedo en 1921 como tutor de la Sociedad Venatorial Provincial. Fue presidente de la Asociación Socialista de Mondoñedo y estaba afiliado a la UGT. 
Cuando se produjo el golpe de Estado del 18 de julio de 1936, huyó a la montaña, permaneciendo escondido en casas de sus amigos. Su actividad guerrillera se inició en 1939, desarrollándose en el norte de la provincia de Lugo, en las zonas de Lorenzana, Abadín, Vivero y Mondoñedo, manteniendo contacto con los miembros del grupo Neira. Fue acusado por las autoridades de ser el autor de la ejecución del líder falangista José Viador Traseira el 9 de abril de 1940. Casi siempre actuó solo y en algunas acciones acompañado de Perfecto Requeijo Rouco o Roberto Alonso Díaz. Murió a manos de una contrapartida (una brigada formada por dos policías y cuatro miembros voluntarios de la guardia civil con base en Vivero) en Vilanova de Lorenzana el 25 de junio de 1948. No quedó claro cómo se produjo el engaño que lo llevó a la muerte, con el que también murió su pareja, Antonia Díaz Pérez.